# Marchantia aquatica
Marchantia aquatica là một loài Rêu trong họ Marchantiaceae. Loài này được (Nees) Burgeff mô tả khoa học đầu tiên năm 1943.